# Демократична партія (Сербія)
Демократична партія (серб. Демократска странка) — соціал-демократична і соціал-ліберальна політична партія в Сербії. Вона є основною лівоцентристською партією в Сербії, і є другою за величиною партією в Народних зборах та офіційною опозиційною партію. Демократична партія є повноправним членом Соцінтерну, Прогресивного альянсу, і є асоційованим членом Партії європейських соціалістів.
Партія була офіційно заснована 3 лютого 1990 групою сербських інтелектуалів як відродження оригінальної Югославської демократичної партії. З 2012 року лідером партії є Драган Джилас — колишній мер Белграда.